# Дорсетська культура

Максимальне розповсюдження пізньої дорсетської культури (500—1000 рр. н. е.)

Дорсе́тська культу́ра чи культура дорсет — археологічна культура палеоескімосів, що була розповсюджена в Гренландії і на сході канадської Арктики приблизно з 800 р. до н. е. по 1300 р. н. е.; на півдні її ареал сягав острова Ньюфаундленд. В Гренландії дорсетська культура зникла близько 200 р. н. е., але десь наприкінці першого — початку другого тисячоліття знову ненадовго проникла до північного сходу острова, поки к 1300 року не була остаточно витиснена з Гренландії, як і з решти канадської Арктики, носіями культури туле, предками сучасного корінного населення регіону — інуїтів. Ізольована група ескімосів, яка існувала на острові Саутгемптон і довколишніх островах, імовірно, складалася останніми нащадками носіїв дорсетської культури, і остаточно вимерла від інфекційних захворювань, занесених європейцями, в 1903 році.

## Опис

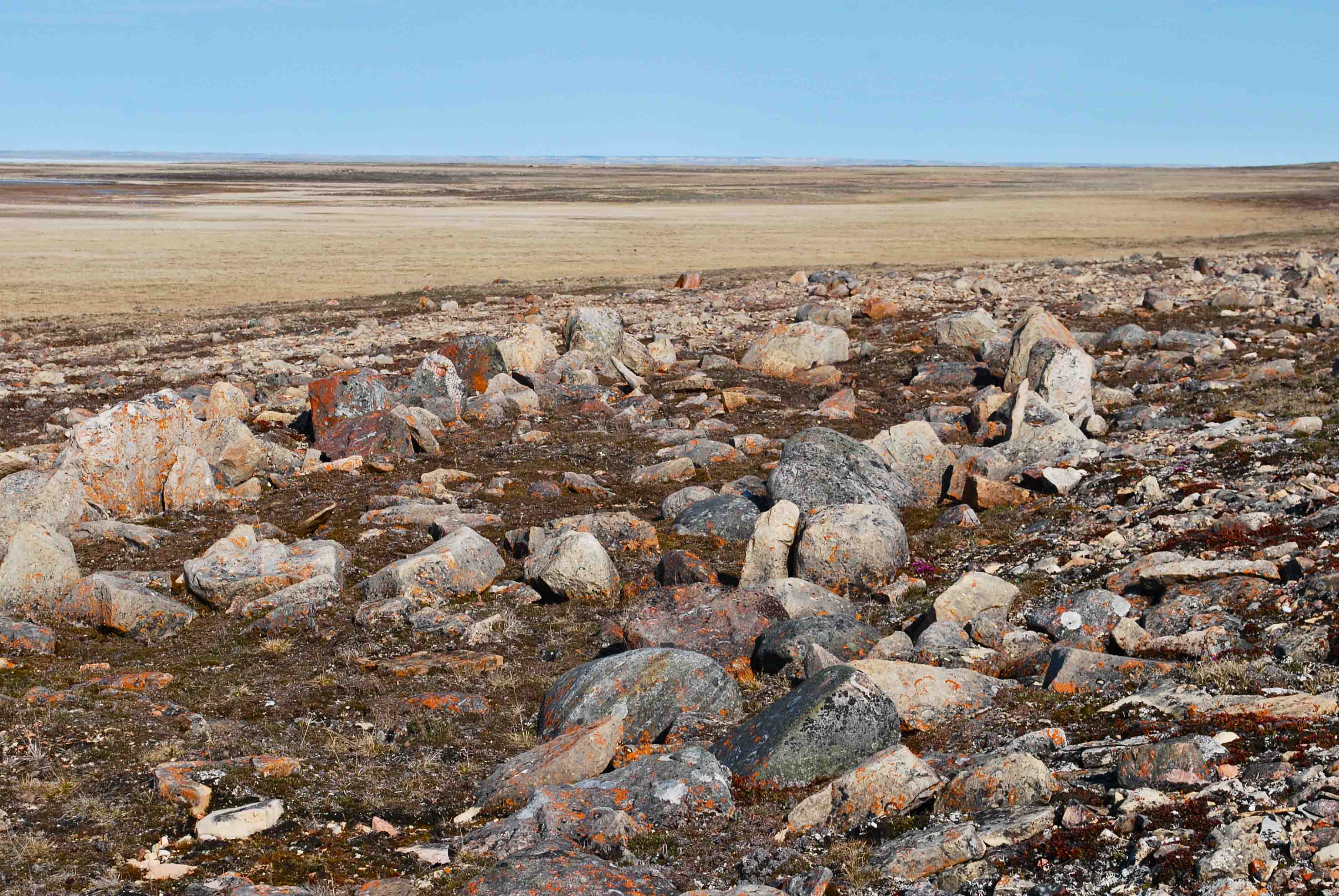
Кам'яні залишки довгого будинку Дорсетської культури поблизу Кембриджської затоки, Нунавут

Карта, що показує занепад культури Дорсет та розширення Туле (900—1500 рр. н. е.)

Одна з найпоширеніших дорсетська паралельна гарпунна головка.

Назва культури походить від назви острівця Кейп-Дорсет поблизу південного узбережжя Баффінової Землі, де в 1925 році були знайдені перші ідентифіковані залишки цієї культури. Антрополог Деймонд Дженнес звернув увагу на те, що артефакти з дорсетських розкопок дуже відрізняються від знахідок з інших ескімоських стоянок і становлять окрему культурну традицію. В ній чітко простежувалися мистецьки мотиви, не характерні для інуїтів, зокрема зображення жінок з надзвичайно пишною зачіскою, а також типового для обох статей одягу, який, на відміну від інуїтських парок, замість відлоги мав величезний стоячий комір.
Існує декілька теорій щодо походження дорсетів. Згідно з одними, вони походять з Аляски чи з західної частини канадської Арктики. Згідно з іншими, культура походить від якоїсь архаїчної культури лісових чи прибережних індіанців, чи сформувалася під її міцним впливом. Втім, залишки дорсетських скелетів відносяться переважно до ескімоського типу. Ще інші теорії доводять, що культура виникла саме тут, на сході канадської Арктики на базі якоїсь давнішої місцевої палеоескімоської культури.
Легенди інуїтів згадують народ на ймення тунііт (в однині «тунік») чи сівуллірміут («перші насельники»), зігнаний інуїтами з їх місць під час міграції. Згідно з цими легендами, то був народ «велетнів», тобто людей, вищих та кремезніших за інуїтів, але яких було досить просто злякати й обернути навтіки. Легенди приписують їм досконале знання довколишнього середовища, яким вони іноді ділилися з новоприбулими інуїтами, але значно гірший за інуїтів розвиток матеріальної культури та технологічних навичок. Дорсети не знали їздових собак і нарт і користувалися лише волокушами, які тягнули люди. Вони не мали зазубрених гарпунів, не уміли будувати складних човнів та полювати на китів; лучковий дриль, типовий ескімоський інструмент, також був відсутній. Дорсети, очевидно, були гірше за інуїтів пристосовані до виживання в умовах кліматичних змін, які час від часу спіткали канадську Арктику, що, мабуть, і сприяло їх вимиранню.
Носії дорсетської культури жили переважно полюванням на тюленів та моржів, але також рибалили й полювали на наземних ссавців та птахів. Вони оселялись в основному на морському узбережжі, їхні поселення складалися з сімейних землянок і великої хатини для зборів. Влітку, вочевидь, вони жили в наметах зі шкур. Існують свідоцтва того, що дорсети жили в напівкочовий спосіб, мандруючи влітку невеликими групами.
Дорсетські наконечники і рукоятки гарпунів, ножі, лампи, крем'яні інструменти чітко відрізняються від інуїтських. Відоме дорсетське різьблення по дереву, кістці чи моржевому бивню. Маленькі фігурки людей та тварин, вирізьблені з кістки чи бивня, мабуть, використовувалися як амулети чи застосовувалися в обрядах мисливської магії.

## Зникнення
Причини зникнення дорсетської культури також остаточно не визначені, однак воно сталося після приходу до цих місць з Аляски носіїв культури туле. Занепаду дорсетів могли також сприяти кліматичні зміни на початку другого тисячоліття н. е. Поки що не зрозуміло, наскільки значний вплив зробили дорсети на культуру туле. Цілковитою несподіванкою виявилася відсутність генетичного зв'язку між дорсетами і сучасними інуїтами, що свідчить на користь того, що культура туле повністю замінила дорсетську і істотної асиміляції не відбувалося. При цьому, представники цих двох культур безперечно були близько спорідненими народами, які походили від спільного ескімоського кореня.

## Садлерміути
В 1824 році британський корабель «Грайпер» під командою капітана Джорджа Френсіса Лайона став на якір поблизу мису Пембрук на острові Котс в Гудзоновій затоці. Китобої зустріли тут групу ескімосів, які розмовляли «чудним діалектом» і називали себе садлерміут чи саллірміут. Цей народ, що жив в цілковитій ізоляції на острові Саутгемптон і довколишніх островах, зберіг культуру, яка відрізнялася від культури інших інуїтів регіону. Внаслідок подальших контактів з європейцями вони були вражені європейськими хворобами, і до 1896 року їх залишалося лише близько 70 осіб. Восени 1902 року декілька з них відвідали китобійне судно «Актів», яке зупинилося на острові Саутгемптон, і заразилися від хворого моряка якоюсь хворобою, можливо, черевним чи висипним тифом. Все їх поселення повністю вимерло протягом наступних декількох тижнів.
В 1954 і 1955 роках Генрі Коллінз зі Смітсоніанського інституту вивчав руїни ескімоських поселень в канадській Арктиці і дійшов висновку, що риси, характерні для поселення садлерміутів, були в минулому розповсюджені значно ширше і, як правило, ідентифікуються з дорсетською культурою. Пізніші генетичні дослідження підтвердили цей висновок, довівши генетичну спільність садлерміутів з носіями колишньої дорсетської культури і встановивши, що садлерміути були останнім реліктом цієї культури, яку в інших місцях змінила культура інуїтів.